# Africa International Film Festival
Das Africa International Film Festival (kurz AFRIFF) ist ein internationales Filmfestival, das 2010 von Chioma Ude ins Leben gerufen wurde und das seither jährlich in Nigeria stattfindet. Das Thema des Filmfestivals ist Africa Unite. Es gilt als das größte Filmfestival Afrikas.

## Geschichte
Das Africa International Film Festival fand erstmals 2010 in Port Harcourt statt. Es wurde mit dem Gedanken gegründet, auf die enormen Potentiale, aber auch den großen Einfluss aufmerksam zu machen, den die afrikanische Filmindustrie sowohl allgemein sozioökonomisch, als auch spezieller auf die Wirtschaft afrikanischer Staaten, aber auch auf die Wirtschaft anderer Entwicklungsländer hat. Darüber hinaus sollte es die internationale Vernetzung der lokalen Filmindustrie fördern. Das Thema des ersten Filmfestivals war Africa Unite. Mittlerweile findet das Festival regelmäßig in Lagos statt.

## Preise
Die jährlich verliehenen Preise beim Africa International Film Festival haben einen Wert von insgesamt 10 000 $ in zwölf Kategorien. Es gibt Preise in den Kategorien Kinofilm, Dokumentarfilm, Kurzfilm, Animation und studentischer Kurzfilm. Daneben werden auch Preise in den Kategorien Regie und Schauspiel sowie ein Publikumspreis und eine Preis für den besten Film insgesamt verliehen.